# Jan Fuglset
Jan Fuglset (ur. 1 października 1945 w Molde) – norweski piłkarz występujący na pozycji pomocnika. Trener piłkarski. Brat innego piłkarza, Tora Fuglseta.

## Kariera klubowa
Fuglset karierę rozpoczynał w 1963 roku w trzecioligowym Molde FK. W 1967 roku przeszedł do pierwszoligowego Fredrikstadu. W sezonach 1967 oraz 1972 wywalczył z nim wicemistrzostwo Norwegii. Z kolei w sezonie 1971 z 17 bramkami na koncie został królem strzelców pierwszej ligi norweskiej. W 1973 roku wrócił do Molde, grającego już w drugiej lidze. W sezonie 1973 awansował z nim do pierwszej ligi, a w sezonie 1974 wywalczył wicemistrzostwo Norwegii. W sezonie 1976 z 17 golami ponownie został królem strzelców pierwszej ligi. W Molde grał do końca kariery piłkarskiej w 1982 roku. W międzyczasie, w sezonach 1973 oraz 1979 był grającym trenerem Molde. Potem prowadził ten zespół w latach 1982-1984, a także w latach 1992-1993. W sezonie 1982 osiągnął z nim finał Pucharu Norwegii.

## Kariera reprezentacyjna
W reprezentacji Norwegii Fuglset zadebiutował 17 czerwca 1970 w wygranym 2:0 meczu Mistrzostw Nordyckich z Finlandią. 26 maja 1971 w wygranym 3:1 towarzyskim pojedynku z Islandią strzelił dwa gole, które jednocześnie były jego pierwszymi w kadrze. W latach 1970–1974 w drużynie narodowej rozegrał 20 spotkań i zdobył 6 bramek.